# Cachatur III Shiroian
Cachatur III Shiroian (desconhecido, aldeia de Poanis, Vilaiete de Vã, Império Otomano - 22 de dezembro de 1895, Vã, Império Otomano) foi o último católico de Altamar da Igreja Apostólica Armênia.

## Biografia
Ele começou sua carreira em Echemiazim como servo de um bispo armênio que lhe legou uma herança. Em seguida, juntou-se à irmandade do monastério da ilha de Altamar e foi ordenado sacerdote lá. Ele apoiou a polêmica eleição e consagração do católico Pedro I (1858-1864), foi ordenado bispo por ele e nomeado Grande Sacristão, efetivamente o número dois do Catolicato. Em 10 de setembro de 1864, ele participou da conspiração para derrubar Pedro I em Nareque e foi elevado a Católico de Altamar em 25 de setembro de 1864. A acusação de estar envolvido no assassinato de seu antecessor (28 de setembro de 1864) levou à nomeação de um lugar-tenente por Constantinopla em 1866. Em 1868, ele enfrentou um julgamento eclesiástico no local, que terminou com sua absolvição em 1875.
Cachatur III retornou a Altamar em 1876. Ele desenvolveu um intenso programa de construção eclesiástica e também estabeleceu uma residência principal, um orfanato e, em 1890, um museu com uma coleção de manuscritos no Mosteiro de Altamar. Em 1883, ele mandou fazer um caldeirão novo e imponente para a consagração de Mirão, reservado para os católicos (agora no Museu de Echemiazin). Em 1895, com uma doença terminal, foi levado para um hospital em Vã e morreu lá em 22 de dezembro de 1895, sendo o último católico de Altamar. Foi enterrado no mosteiro de Altamar.